# Каваратті

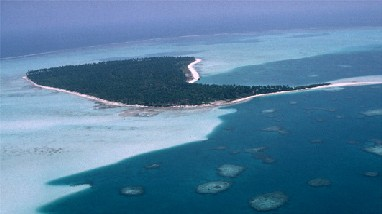
Острів Каваратті

Каваратті (малаял. കവരത്തി) — острів та місто, адміністративний центр індійської союзної території Лакшадвіп.

## Географія
Острів розташований в архіпелазі Лаккадівські острови і має площу 4,22 км². Каваратті лежить за 360 км від узбережжя штату Керала. Він має середню висоту 0 метрів.
Найближчий острів — безлюдний острівець Пітті, розташований в 24 км на північ від Каваратті. За 54 км на північний захід знаходиться населений острів Агатті та за 53 км на південний захід — безлюдний Сухелі Пар.
На відстані 404 км знаходиться найближче велике місто на материковій частині Індії, Кочі.

### Клімат
В Каваратті тропічний мусонний клімат. З березня по травень найспекотніші місяці в році. Цілорічна температура коливається в межах 25-35 °С. Діапазон вологості становить 70-76%.
Мусонні дощі зазвичай починаються в кінці травня і тривають до початку вересня. На острові випадає в середньому 1600 мм опадів протягом року.

## Населення
Згідно індійської перепису 2009 року, населення острова становить 11 322 осіб, практично всі з них — мусульмани.
За переписом 2001 року рівень грамотності в Каваратті становить 88,6% (збільшення з 44,4% у 1971 році). Рівень грамотності чоловіків був 94,1%, в той час як письменність серед жінок була на рівні 81.66%. 12% населення Каваратті — діти у віці до 6 років.
Населення розмовляє мовою малаялам, а також англійською та мальдівською.

## Економіка
У Каваратті є порт, але головна частка в економіці, як і всього Лакшадвіп — туризм. Температура навіть влітку рідко піднімається вище 32 °C, пляжі, велика лагуна та відсутність екологічних проблем приваблюють відвідувачів з усього світу.
До інших основних галузей промисловості на острові відносяться рибальство та сільське господарство. Кокос є домінуючою культурою на острові. З розвитком туризму спостерігається значне послабшання рибної промисловості.
Каваратті є місцем дислокації для INS Dweeprakshak, головної бази Індійських ВМС Південного військово-морського командування на островах Лакшадвіп.